# Йохан IV фон Крихинген
Йохан IV фон Крихинген (на немски: Johann IV von Criechingen; * ок. 1436; † сл. 1510) е благородник, господар на Крихинген, Питинген, Дагщул и Варсберг.
Той е син на Йохан III фон Крихинген († 1432/1436) и съпругата му Елизабет фон Даун († ок. 1483), дъщеря на рицар Филип II фон Даун-Оберщайн († 1432) и рауграфиня Имагина фон Алтен- и Нойенбаумберг († сл. 1449).
Сестра му Имагина († сл. 1478) е омъжена за Рудолф Байер фон Бопард († 1487/1488/1490), син на Хайнрих VIII Байер фон Бопард († 1430/1431) и Агнес фон Оксенщайн († ок. 1438).
Син му Йохан V († 1533) и внук му Вирих († 1587) стават фрайхер. Потомъкът му Петер Ернст II († 1633) става граф.

## Фамилия
Йохан IV фон Крихинген се жени 1447 г. за Маргерита де Бакурт († 28 януари 1489/23 юни 1491), дъщеря на Фредерик де Бакурт и Лиза Байер фон Бопард († сл. 1455.). Те имат седем деца:
- Елизабет († сл. 1470)
- дете
- Йохан V (* пр. 1480; † 1533), фрайхер, господар на Крихинген, Питинген, Бисен, Дагщул, Хомбург, Пулигни, гранд маршал на Люксембург, женен (разрешение от папата 13 юни 1489 г.) за роднината си Ирмгард фон Равил/Ролинген († 14 май 1548)
- Анна († сл. 23 юни 1524)
- Филип († 16 март 1519)
- Георг († 1534)
- Вирих († сл. 1511)